# William F. Knowland
William F. Knowland (Alameda, 1908. június 26. – Guerneville, 1974. február 23.) az Amerikai Egyesült Államok szenátora (Kalifornia, 1945–1959).